# 浴缸曲線

浴缸曲線風險函數（上方藍色實線）組合了早期失效風險遞減的曲線（紅色點線）、中間隨機失效的固定風險曲線（下方綠色實線）及老化期失效風險遞增的曲線（黃色點線）

浴缸曲線常用在可靠度工程，可以描述一種由以下三部份組合的風險函數：
- 第一部份為隨時間遞減的失效率，稱為早期失效。
- 第二部份為固定的失效率，稱為隨機失效。
- 第三部份為超過其設計壽命後，隨時間遞增的失效率，稱為老化失效。

浴缸曲線得名自其形狀類似浴缸的剖面，二側陡峭，中間平坦。
以較不技術的方式來說，失效率符合浴缸曲線的產品，初始失效率高，但在損壞產品找到並丟棄後，而且早期失效來源（例如安裝或是運送問題）克服，之後失效率會快速下降。在產品壽命的中期（一般會設計到用戶端後），失效率為定值，且失效率低。在產品生命週期的後期，零件漸漸老化及磨損，失效率又會開始上升。許多消費性產品的生命週期相當符合浴缸曲線，例如電腦中央處理器。
浴缸曲線雖相當有用，但也不是所有的產品或是系統的風險函數都依照浴缸曲線。例如若零件在接近其損耗期之前就已更換或是減少使用。其相對日曆時間（不是使用時間）的失效率變化會比浴缸曲線的要少。
有些產品為了避免初期的失效率過高，會利用出廠前燒機的方式，先過濾掉早期失效的產品。在許多安全關鍵或是生命關鍵的產品中常會用此作法，因為這可以大幅的減少系統早期的失效。製造商會在花一定成本的情形下進行此測試，其方式會類似环境应力筛选。
在可靠度工程中，浴缸曲線的累积分布函数可以用韦伯分布來分析。
来自格拉斯哥大学，剑桥大学， 和罗尔斯罗伊斯的 Hang Zhou, Ajith Kumar Parlikad 和 Andrew Harrison, 将老化期的失效风险递增扩展到了高维曲面。